# Lindner Hotels & Resorts

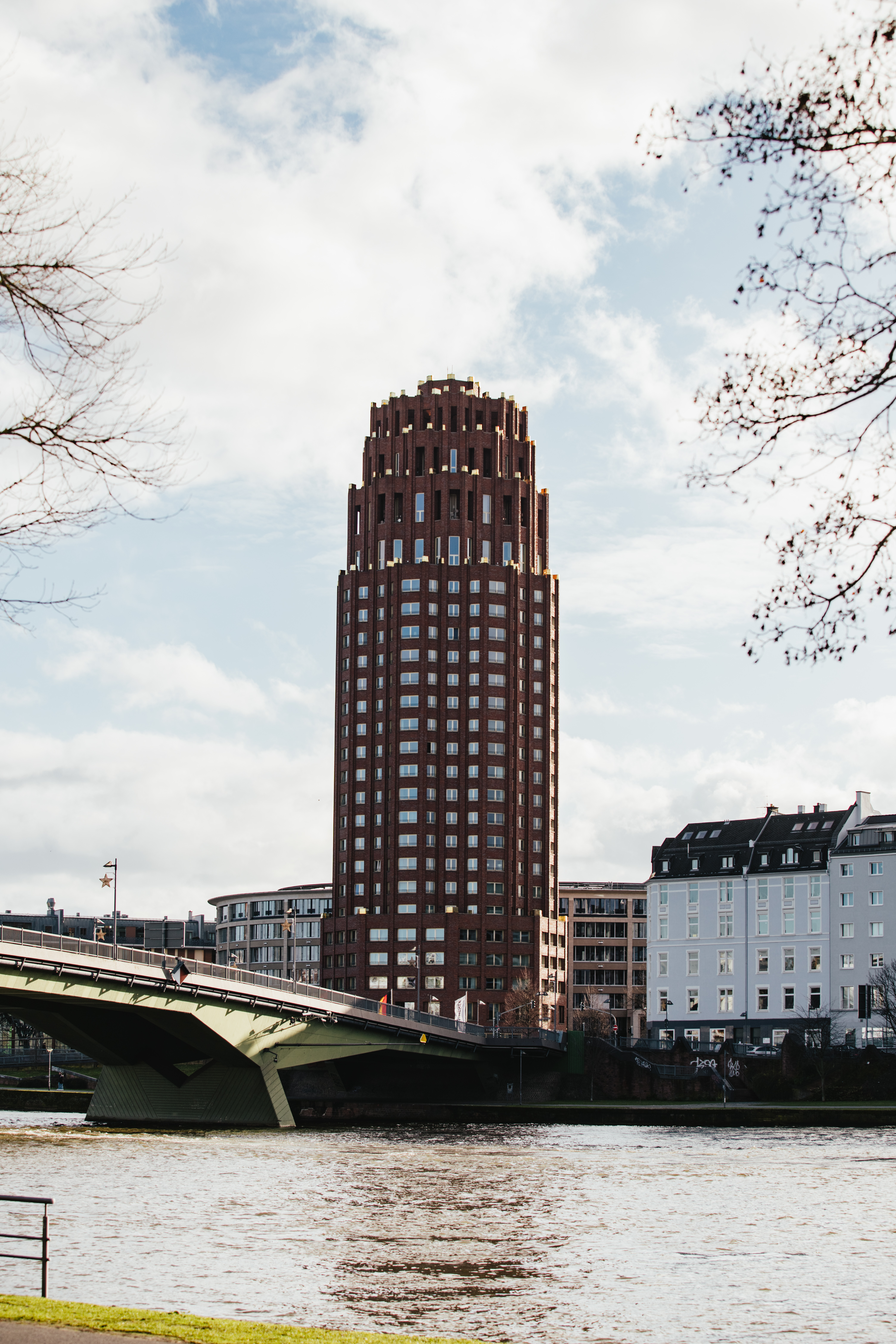
Lindner Hotel & Residence Main Plaza in Frankfurt

Lindner Hotels AG is een familiehotelbedrijf gevestigd in Düsseldorf dat meer dan 30 hotels in Europa exploiteert onder de merknaam “Lindner Hotels & Resorts”. In oktober 2022 kondigde het bedrijf een strategisch verkoop- en marketingpartnerschap (franchise) aan met Hyatt Hotels Corporation, de hotels werden onderdeel van de JdV by Hyatt-collectie. Lindner Hotels AG blijft een onafhankelijk bedrijf. Ook het merk ‘me and all Hotels’ was tot juni 2024 eigendom van Lindner, maar werd daarna volledig verkocht aan Hyatt. Lindner Hotels AG heeft op 17 december 2024 het faillissement aangevraagd. De reden hiervoor is de sterke stijging van de kosten.

## Overzicht
Lindner Hotels AG is actief als ontwikkelaar, exploitant, eigenaar en investeerder in de hotelsector. Het bedrijf had eind 2022 ruim 30 hotels in zeven Europese landen en waren er twee hotels in Stuttgart en Leipzig in aanbouw. De groep exploiteert tevens vijf pensions in Duitsland.
Tot de Lindner hotels behoren zaken- en congreshotels, wellness- en golfresorts en een vakantiepark. Ze zijn gevestigd in Duitsland, Oostenrijk, Zwitserland, België, Spanje, Slowakije en Tsjechië.
Volgens eigen informatie biedt het bedrijf in totaal ongeveer 5.082 kamers aan (bijna 5.500 kamers nadat de bouw voltooid is) en biedt het werk aan ongeveer 1.500 mensen in Europa. Alle hotels die tot het bedrijf behoren, hebben drie tot vijf sterren. In boekjaar 2022 realiseerde de hotelgroep een omzet van € 186 miljoen. 

## Geschiedenis
Het huidige Lindner Hotels AG werd in 1973 opgericht door architect en ingenieur Otto Lindner in Düsseldorf onder de naam Rheinstern-Hotel GmbH & Co. KG. Het eerste hotel van het bedrijf was het huidige Lindner Congress Hotel in Düsseldorfer Seestern. Een paar jaar later werd het eerste Lindner-hotel buiten Duitsland geopend in Crans-Montana, Zwitserland. Rond de millenniumwisseling volgden nog meer vestigingen, onder meer in Oberstaufen, Leipzig, Leverkusen en op de luchthaven van Düsseldorf. In 1991 nam Otto Lindner, een van de vijf zonen van de oprichter, de functie van voorzitter van het bedrijf over.  Sinds 2019 maakt Frank Lindner, een jongere broer van Otto Lindner, deel uit van het algemene bestuur als verantwoordelijke voor Architectuur & Engineering.

### Sinds 2000
Sinds de millenniumwisseling worden elk jaar een of meer hotels van de Lindner Group geopend, bijvoorbeeld op Mallorca in 2003. In 2004 verwierf Lindner AG het Main Plaza in Frankfurt am Main, dat werd ontworpen door architect Hans Kollhoff. In 2009 opende het Lindner Park-Hotel Hagenbeck in Hamburg, het eerste hotel met een dierentuinthema. In hetzelfde jaar nam Lindner twee hotels en een vakantiedorp aan de Nürburgring over. In 2011 volgde nog een themahotel, het Lindner Hotel & Sports Academy in Frankfurt, dat samen met de Deutschen Turner-Bund werd gerealiseerd.  In 2016 werd het me and all hotel geopend in Düsseldorf, het eerste in een reeks boetiekhotels. In mei 2022 nam Arno Schwalie als CEO de bedrijfsleiding over. In oktober 2022 kondigde het bedrijf een strategische samenwerking aan met een dochteronderneming van Hyatt Hotels Corporations. Dit is bedoeld om de expansie van het bedrijf te versnellen en toegang tot nieuwe internationale klantengroepen mogelijk te maken.
In juni 2024 werd het dochtermerk me and all Hotels verkocht aan Hyatt en volledig door deze overgenomen. 

## Duurzaamheid
Volgens eigen informatie implementeert Lindner Hotels AG verschillende duurzaamheidsmaatregelen; bijna alle Lindner-hotels, evenals alle me and all Hotels, gebruiken groene stroom. Lindner maakt op verschillende locaties ook gebruik van warmtekrachtcentrales en fotovoltaïsche systemen om een zelfvoorzienende voorziening van energie en warmte te garanderen.  Sommige hotels van het bedrijf bieden ook laadstations voor e-bikes en elektrische auto's.
Sinds 2016 werken de Lindner Hotels samen met United Against Waste e.V. tegen voedselverspilling. Op verschillende locaties wordt voedseloverschotten verkocht via het platform Too Good To Go. Sinds 2019 laat Lindner Hotels AG de eigendommen van beide hotelmerken certificeren met het Green Sign-Siegel. 